# Радован-кула Милића од Мачве
Радован-кула Милића од Мачве је грађевина са имањем у Белотићу које је подигао наш познати сликар Милић Станковић у свом родном селу.
Милић од Мачве је на дедовини почео 1968. године да подиже грађевину у духу древног народног неимарства, која својим архитектонским одликама подсећа на кулу. Дао јој име по оцу Радовану, са идејом да то постане место радовања, кутак за све маштаре и сањалице, као и уточиште за све самоуке уметнике Мачве. Надомак атељеа-куле је камени споменик оцу Радовану, а поред њега зграда названа „лајаоница” (лајање у смислу псовања), са отворима на све четири стране света. Свако се може попети и упућивати добре или лоше мисли на исток, запад, север и југ. У угловима породичног имања посађена су стабла јасенова, около ораси, старе сорте шљива, крушака, јабука, дуња. Имање је по подизању врло брзо почела да посећује светска елита и учесници првог Феста са Кирком Дагласом на челу.
У дворишту Радован-куле се у организацији месне заједнице Белотић, Културно образовног центра и Туристичке организације, а под покровитељством општине Богатић одржава традиционална манифестација „Мачванска лила”.
Данас је због нерешених наследних и имовинско-правних односа или немогућности наследника да се о њему брину, имање у великој мери девастирано, прозори полупани, дрвенарија оштећена.